# Lac des Martres (Lac-Pikauba)
Pour les articles homonymes, voir Martres et Lac des Martres.
Le lac aux Martres est un plan d'eau du bassin versant de la rivière des Martres et de la rivière Saguenay via une succession de lacs et le ruisseau des Érables. Ce est situé dans le territoire non organisé de Lac-Pikauba, dans la MRC de Charlevoix, dans la région administrative de la Capitale-Nationale, dans la province de Québec, au Canada.
La partie sud du lac aux Martres est desservie indirectement par la route 381 (sens nord-sud) qui longe la limite est de la Réserve faunique des Laurentides. Plusieurs autres routes forestières secondaires desservent le secteur du lac pour les besoins de la foresterie et des activités récréotouristiques.
La foresterie constitue la principale activité économique du secteur ; les activités récréotouristiques, en second.
La surface du lac aux Martres est habituellement gelée de la fin novembre au début avril, toutefois la circulation sécuritaire sur la glace se fait généralement de la mi-décembre à la fin mars.

## Géographie
Le lac des Martres est situé entre le territoire du Parc national des Hautes-Gorges-de-la-Rivière-Malbaie et celui du Parc national des Grands-Jardins. Les principaux bassins versants voisins du lac aux Martres sont :
- côté nord : lac Freddo, Deuxième lac Paul, lac des Érables, lac de la Croix, lac au Porc-Épic, ruisseau de la Carabine ;
- côté est : rivière du Gouffre, rivière Malbaie, Petit lac Malfait, lac du Cœur ;
- côté sud : lac Barley, Petit lac Malbaie, lac à l’Écluse, rivière du Gouffre ;
- côté ouest : rivière Saguenay, baie des Ha! Ha!.

Le lac aux Martres comporte une longueur de 6,4 km en forme d’ancre de bateau, une largeur maximale de 1,3 km, une altitude est de 809 m et une superficie de km2.
Le lac aux Martres comporte une presqu’île relativement ronde d’un diamètre maximale de 1,5 km et comportant un sommet de montagne atteignant 940 m. Un barrage est aménagé à son embouchure qui est situé sur la rive est, à :
- 1,6 km au sud-ouest du barrage à l’embouchure du lac Malfait ;
- 6,5 km au sud de la confluence du ruisseau des Érables et de la rivière des Martres ;
- 10,9 km au sud-ouest de la confluence de la rivière des Martres et de la rivière Malbaie ;
- 40,7 km à l’est de la confluence de la rivière Malbaie et de l’estuaire du Saint-Laurent.

À partir de l'embouchure du lac aux Martres, le courant descend le ruisseau aux Érables sur 4 km vers le nord-est, puis le nord-ouest, jusqu’à l’anse aux Cailles sur la rive sud de la rivière Saguenay ; puis le courant descend vers l'est la rivière Saguenay sur 93,1 km jusqu'à Tadoussac où cette dernière rivière se déverse dans le fleuve Saint-Laurent.

## Toponymie
Le toponyme « lac des Martres » est indiqué dans le « Dictionnaire des rivières et des lacs de la province de Québec », par Eugène Rouillard, Département des Terres et Forêts, 1914, page 270. Cet ouvrage indique que l'arpenteur géomètre, F. Vincent, en 1886, le décrit comme étant situé en terrain montagneux, entouré de sapins et d'épinettes ; il constate aussi la présence de truite dans ses eaux. Cette dénomination évoque la présence de la martre du Canada, mammifère carnivore aussi appelée pékan, dont la fourrure a longtemps ornée les cols de manteaux.
Le toponyme lac aux Martres a été officialisé le 5 décembre 1968 par la Commission de toponymie du Québec.